# Vila Otakara a Karly Čerychových
Vila Otakara a Karly Čerychových (též vila Polických) je velký rodinný dům v Jaroměři.

## Historie
Investorem vily byl textilní velkopodnikatel Otakar Čerych, který v roce 1912 oslovil s poptávkou na projekt rodinného domu královéhradeckou projekční kancelář Liska–Fňouk. V roce 1913 byl do architektonického návrhu domu zapojen –  zřejmě na přání samotného investora – Vladimír Fultner. Jeho spoluautorství není spolehlivě potvrzeno, ukazuje na něj ale dopis Otto Gutfreunda otci, v němž se uvádí: „Gočár na mé upozornění jel do Jaroměře, vilu ale staví Otakar Čerych, staví mu ji Fultner. Oldřich Čerych bude stavět také a nejspíše ji bude projektovat Gočár. Ty plány ale, které strýc viděl, jsou od Fultnera.“
Čerychova manželka Karla se po smrti manžela v roce 1913 provdala za Františka Polického, proto je dům někdy označován jako vila Polických.
V letech 1924–28 byla vila stavebně upravována, a to podle projektů architekta Oldřicha Brabce a královéhradecké kanceláře Marvan a Macháček. Stavba si ale i nadále zachovala původní charakter.
Od roku 1958 je vila chráněna jako kulturní památka, a to včetně souvisejících drobnějších stavebních prvků: altánu, ohradní zdi, brány, branky, dvou váz s podstavci u zahradních schodů, dvou cest směřujících od těchto schodů (vytvořeny z prefabrikované kubistické dlažby) a dalších.
V současné době (2023) je vila v majetku města a slouží jako mateřská škola.
Dne 13. srpna 2025 byla úmyslně podpálena.

## Architektura
Dům v sobě kombinuje prvky moderny, art deco a kubismu. Nejmohutnějším prostorem interiéru je centrální schodišťová hala s kazetovým stropem. Ta propojovala reprezentativní přízemí se soukromými pokoji v patře. Zajímavým prvkem pak je oblá nárožní zimní zahrada, která umožňovala spojení jídelny se zahradou. Fultnerovy zásahy, přinášející zejména secesní ornamenty a kubistické krystalické struktury, jsou viditelné především na mansardové nástavbě, v zábradlích a oplocení.